# Marcin Knackfus
Marcin Knackfus (1740-1821) était un architecte polonais connu notamment pour ses nombreux bâtiments de style néoclassique dans la ville de Vilnius en Lituanie, dont l'observatoire astronomique de l'Université de Vilnius (1782-1786).
Il inspira Laurynas Gucevičius.